# (3300) McGlasson
(3300) McGlasson es un asteroide perteneciente al cinturón de asteroides, descubierto el 10 de julio de 1928 por Harry Edwin Wood desde el Observatorio Union, en Johannesburgo, Sudáfrica.

## Designación y nombre
Designado provisionalmente como 1928 NA. Fue nombrado McGlasson en  honor al científico estadounidense Van McGlasson.